# Eublemma subvenata
Eublemma subvenata is een vlinder van de familie van de spinneruilen (Erebidae). De wetenschappelijke naam van deze soort is voor het eerst voorgesteld als Thalpochares subvenata door Otto Staudinger in een publicatie uit 1892.
De soort komt voor in Algerije, Tunesië, Israël, Jordanië en Saudi-Arabië.